# 肖國安
肖國安（1958年8月—），中華人民共和國經濟學學者、中國共產黨籍政治人物。籍貫湖南省桃江县，武汉大学经济学博士。长期担任湖南科技大学主管职务，曾担任湖南科大、湘潭大学党委书记，湖南省教育厅副厅长、厅长等职务。

## 生平
肖國安本名萧國安，生于湖南省桃江县馬跡塘鎮，1974年，他成为桃江县王家村新阳大队小学的一名教师，文化大革命结束後，进入桃江师范学校学习两年，1978年4月毕业后，肖国安回到王家村，成为当地中学的教师，同年9月，他考入中南矿冶学院地质系，主修地球物理勘探學，1982年以学士身份毕业后，肖国安获分配进入湘潭矿业学院，之后便长期执教于此，曾担任中国共产主义青年团学院委员会副书记、校党委宣传部副部长兼团委书记，1987年至1993年间，他曾离开湘潭，担任共青团湖南省委学校部副部长、部长。
1993年，肖国安回到湘潭矿业学院，成为学校党委副书记、副院长，翌年便升任学院党委书记，在此期间，他见证了湘潭矿业学院更名为「湘潭工學院」，並最终與湘潭师范学院合并组建湖南科技大学诸事:2445，而他也在湖南科大成立后担任该校的首任党委书记。2009年，调离湖南科大，转任邻近的湘潭大学党委书记。2012年，肖国安回到长沙，出任湖南省教育厅副厅长，2016年3月，他接替已经出任湖南省人大常委会副主任的王柯敏，担任湖南省教育厅厅长，2018年1月，他成为第十三届湖南省人民代表大会常务委员会委员，同年3月辞任教育厅长职务。2021年9月，肖国安不再担任湖南省人大常委会委员。
肖国安也是湘潭大學教授，其對农工业经济多有研究，並曾先后主持多个国家社会科学基金项目，亦因此被评为湖南省第一届青年社会科学专家、湖南省新世纪“121”人才工程第一层次人才。